# Leszek Górski (fotograf)
Leszek Górski (ur. 1960 w Krośnie) – polski artysta fotograf. Członek rzeczywisty Okręgu Górskiego Związku Polskich Artystów Fotografików.

## Życiorys
Leszek Górski jest absolwentem Politechniki Krakowskiej im. Tadeusza Kościuszki. Związany z krakowskim środowiskiem fotograficznym – mieszka, pracuje, tworzy w Krakowie. Fotografuje od połowy lat 80. XX wieku. Miejsce szczególne w jego twórczości zajmuje fotografia abstrakcyjna, fotografia architektury, fotografia dokumentacyjna (dzieł sztuki), fotografia dokumentalna, fotografia krajobrazowa, fotografia krajoznawcza, fotografia martwej natury, fotografia reportażowa. Jest członkiem rzeczywistym Okręgu Górskiego Związku Polskich Artystów Fotografików (legitymacja nr 1133).
Leszek Górski jest autorem i współautorem wielu wystaw fotograficznych; indywidualnych, zbiorowych, poplenerowych, pokonkursowych – ogólnopolskich oraz międzynarodowych, w Polsce i za granicą. Brał aktywny udział m.in. w ogólnopolskich i Międzynarodowych Salonach Fotograficznych, organizowanych (m.in.) pod patronatem Międzynarodowej Federacji Sztuki Fotograficznej FIAP, zdobywając wiele akceptacji, nagród, wyróżnień, dyplomów, listów gratulacyjnych. Jego fotografie były prezentowane i nagrodzone m.in. w Bułgarii, Japonii, Stanach Zjednoczonych oraz w Polsce. Wiele jego prac publikowano w specjalistycznej prasie fotograficznej.

## Wystawy indywidualne
- Acid – Miejska Biblioteka Publiczna im. ks. Jana Kruczka (Myślenice 2024)[17]
- Acid – Galeria Fotografii Ratusz (Zamość 2023)[18]
- Acid – Szara Galeria Nowohuckiego Centrum Kultury (Kraków 2022)[19]
- Lamparium, elektryczność uczłowieczona – Miejska Biblioteka Publiczna (Myślenice 2020)[20]
- Lamparium – Galeria Trzecie Oko (Kraków 2019)[4][6]
- Matematyka i fotografia – Rybnicki Festiwal Fotografii (Rybnik 2019)[8]
- Matematyka i fotografia – Galeria Trzecie Oko (Kraków 2018)[9][10]
- Pejzaże przewrotne – Rybnicki Festiwal Fotografii (Rybnik 2016)[11]
- Opowieści przewrotne – Galeria B&B (Bielsko-Biała 2015)[13][21]
- Hotel Andel's (Kraków 2014)[14][22]
- Hotel Andel's (Łódź 2013)
- Regionalne Centrum Kultur Pogranicza (Krosno 2013)[15]
- Galeria Trzecie Oko (Kraków 2013)[23]

Źródło

## Wystawy zbiorowe
- Morawy (wystawa poplenerowa) – Łódzkie Towarzystwo Fotograficzne (Łódź 2019)
- Bielski Festiwal Sztuk Wizualnych (Bielsko-Biała 2018)
- Doroczna Wystawa Okręgu Górskiego ZPAF – Galeria B&B (Bielsko-Biała 2018)[24]
- IPA OneShot: One World (Los Angeles 2014)
- XVI Międzynarodowe Biennale Krajobrazu (Kielce 2014)
- Bielski Festiwal Sztuk Wizualnych (Bielsko-Biała 2014)
- Budowla i człowiek – Spichlerz Sztuki (Wejherowo 2013)
- International Photographic Salon (Warna 2013)
- Kochaj człowieka (Oświęcim 2013)
- Tylko Jedno Zdjęcie (Jarosław 2012)
- Życie jest piękne (Kielce 2012)
- Mistrzowskim okiem kibica – Stara Galeria ZPAF (Warszawa 2012)
- Życie jest piękne (Kielce 2011);
- Między zdjęciem a filmem – Stara Galeria ZPAF (Warszawa 2011)
- Wodne skojarzenia (Poznań 2011);

Źródło